# Guillermo Carlos Larrosa
Guillermo Carlos Larrosa (Rosario, Santa Fe, Argentina, 23 de agosto de 1975) es un exfutbolista argentino que se desempeñaba como volante. 

## Trayectoria
Llegó a Gimnasia para actuar en cuarta división procedente de Renato Cesarini de Rosario. Debutó en primera el 3 de abril de 1994 ante Vélez y jugó en la selección sub-20 campeona mundial en 1995. Pasó al Atlético de Rafaela en el 2003. Jugó 191 partidos y marcó dos gol.
Luego jugó en Tiro Federal, Juventud Antoniana y Defensa y Justicia, para retirarse del fútbol en Juventud Antoniana de Salta a la edad de 31 años.

## Selección nacional
Ha sido internacional con la Selección Sub-20, campeona del mundo 1995.

## Clubes (5)
| Club                        | País      | Año         |
| --------------------------- | --------- | ----------- |
| Gimnasia y Esgrima La Plata | Argentina | 1992 - 2003 |
| Atlético de Rafaela         | Argentina | 2003 - 2004 |
| Tiro Federal                | Argentina | 2004 - 2006 |
| Juventud Antoniana          | Argentina | 2006        |
| Defensa y Justicia          | Argentina | 2006 - 2007 |
| Juventud Antoniana          | Argentina | 2007 - 2008 |

## Palmarés
- 1995 Campeón del Mundo con la Selección Nacional Argentina Sub-20.